# Ріверв'ю (Алабама)
Ріверв'ю (англ. Riverview) — місто (англ. town) в США, в окрузі Ескамбія штату Алабама. Населення — 163 особи (2020).

## Географія
Ріверв'ю розташований за координатами 31°3′40″ пн. ш. 87°4′39″ зх. д. / 31.06111° пн. ш. 87.07750° зх. д. (31.061143, -87.077437).  За даними Бюро перепису населення США в 2010 році місто мало площу 3,80 км², з яких 3,75 км² — суходіл та 0,06 км² — водойми.

## Демографія
Згідно з переписом 2010 року, у місті мешкали 184 особи в 70 домогосподарствах у складі 49 родин. Густота населення становила 48 осіб/км².  Було 79 помешкань (21/км²).
Расовий склад населення:
| - 99,5 % — білих |

До двох чи більше рас належало 0,5 %. Частка іспаномовних становила 1,6 % від усіх жителів.
За віковим діапазоном населення розподілялося таким чином: 19,6 % — особи молодші 18 років, 57,6 % — особи у віці 18—64 років, 22,8 % — особи у віці 65 років та старші. Медіана віку мешканця становила 42,7 року. На 100 осіб жіночої статі у місті припадало 100,0 чоловіків;  на 100 жінок у віці від 18 років та старших — 89,7 чоловіків також старших 18 років.
Середній дохід на одне домашнє господарство  становив 42 070 доларів США (медіана — 37 222), а середній дохід на одну сім'ю — 44 279 доларів (медіана — 37 083). Медіана доходів становила 31 563 долари для чоловіків та 29 167 доларів для жінок. За межею бідності перебувало 15,9 % осіб, у тому числі 32,1 % дітей у віці до 18 років та 0,0 % осіб у віці 65 років та старших.
Цивільне працевлаштоване населення становило 38 осіб. Основні галузі зайнятості: роздрібна торгівля — 28,9 %, транспорт — 18,4 %, публічна адміністрація — 13,2 %, освіта, охорона здоров'я та соціальна допомога — 13,2 %.